# Reggie Witherspoon
Reggie Witherspoon (eigentlich Reginald Edwin Witherspoon; * 31. Mai 1985 in Pasadena) ist ein ehemaliger US-amerikanischer Sprinter.
Bei den Olympischen Spielen 2008 in Peking wurde er im Vorlauf der 4-mal-400-Meter-Staffel eingesetzt und trug so zum Gewinn der Goldmedaille durch das US-Team bei.

## Persönliche Bestzeiten
- 200 m: 20,32 s, 12. Mai 2007, Lincoln
  - Halle: 20,68 s, 9. März 2007, Fayetteville
- 400 m: 44,99 s, 30. Juni 2008, Eugene
  - Halle: 46,66 s, 13. Februar 2004, 13. Februar 2004, Fayetteville